# Rügland
Rügland là một đô thị ở huyện Ansbach bang Bayern nước Đức. Đô thị Rügland có diện tích 20,89 km², dân số thời điểm ngày 31 tháng 12 năm 2006 là người.